# Велшки шпрингер шпанијел
Велшки шпрингер шпанијел је раса пса и члан породице шпанијела, настала у Велсу.

## Основно
- Животни вијек: 9 - 15 година
- Мужјак
  - Висина: 43 -48 cm
  - Тежина: 18 - 20
- Женка
  - Висина: 41 - 46 cm
  - Тежина: 16 - 20

## Спољашњост
Компактни и симетрични пси, Велши су грађени како би издржали тешке и напорне послове. Брзи су и активни, покривајући тло својим лаким кораком. Имају сјајно, свиленкасто и равно крзно са „заставицама“ на екстремитетима. За разлику од Енглеских кокер шпанијела тијело им нема квадратни облик, али је ово само незнатно нарушено, са чињеницом да им је дужина од корјена врата до корјена репа, мало већа од висине до коријена врата. Међутим, ако и имају квадратни облик, није кажњиво на изложбама. Уобичајено је да се реп купира (иако није обавезно) и да се одстањује пета канџа.
Очи су смеђе боје (жуте очи нису прихватљиве на изложбама). Уши су, као и код свих шпанијела, објешене и лагано длакаве (ово није случај код свих шпанијела, нарочито не код америчких и енглеских кокера). Ноздрве су развијене и црне или смеђе боје.
Длака на крзну је равна и мекана и никако не би смјела бити коврџава или таласаста. Крзно добро штити пса у води, као и у грмљу и трњу. Доњи дио ногу, прса, као и доњи дио тијела је добро длакав, за разлику од репа и ушију, која су лакше длакави. Уобичајена боја је црвено-бијела, на било који начин.

## Темперамент
Велшки шпрингер шпанијел је весела, активна и лојална раса. Помало је независна, али и осјећајна. Такође, ова раса зна да буде резервисана према странцима. Пси ове расе се морају доста социјализовати како би се избјегло да пси постану плашљиви и стидљиви или чак и агресивни. Такође, Велшког шпрингера треба укључити у све породичне активности, како би се код њега развиле најбоље карактеристике и однос према свим члановима породице, а нарочито према дјеци. Што се тиче ловачког тренинга, исто као и његов енглески рођак, потребно је да се почне рано, како се не би дешавало да пас одлута у току лова. Ова раса брзо учи, иако је зна и да се оглуши на неке наредбе, ако у близини постоји нешто друго што би им заокупило пажњу. Са исправним тренингом, ово је веома послушна раса. Велшки шпрингер је одгајан за напоран рад и одгајан је да буде издржљив, па је стога потребно доста вјежбе како би ова раса била здрава и задовољна. Генерално, раса се слаже са другим кућним љубимцима, ако се са њима сретне у раном добу и веома је добра са дјецом.

## Здравље
Склони су дисплазији кукова. Неке одгајивачке линије такође знају бити склони епилепсији и ентропиону ока.

## Историја
Ова је раса настала у Велсу, по неким у 17. вијеку, а по неким другим изворима чак и прије 14. вијека. Рана историја Велшког шпанијела је слична историји Енглеског кокера, Енглеског шпанијела и осталих шпанијела британског поријекла. Првобитно, је ова раса служила као сточарски пас и постоје мишљења да ова раса има корјене у Велшком коргију и/или у Епањел Бретону. Првобитно није био сврставан у неку посебну расу шпанијела, али је временом добио обиљежје Велшки (међутим чешће је био Велшки кокер), а каснијим подјелама (шпрингер/кокер) је добио своје данашње име Велшки шпрингер шпанијел. Будући да су одмах били препознати по разноврсним добрим ловачким карактеристикама, брзо су населили све континенте, а нарочито Америку, Индију и Аустралију. Послије овакве, изненадно стечене, популарности, УКЦ је 1902. године признала ову расу, а 1906-е године је то урадио и АКЦ.

## Карактеристике расе
Фино исдефинисана глава са уопљивом стопом између њушке и тјемена главе. Очи су средње величине, црне или тамносмеђе. Уши не би требало да буду постављени ниско, али ни високо, и не би смјеле бити велике. Вилица је снажна са комплетним маказастим загризом. Врат је дуг и мишићав са падом према леђима. Тијела би требало бити снажно и мишићаво, али не дугачко. Предње ноге морају бити праве и кошчате. Задње ноге су такође праве са мишићавим бутинама. Шапе су округле, чврсте и личе на мачје. Реп не мора бити купиран, али не смије да стоји изнад линије леђа.

## Савет одгајивача

### Интелигенција
Веома интелигентни пси које је лако тренирати. Велшки шпрингери су супериорни када је у питању послушност или као радни пси. Ово су искрени пси са искреном жељом да удовоље, па стога њихов карактер не иде са строгим тренингом и темпераментним газдом.

### Вјежбање
100 - 120 минута, дневно.
Велши треба много вјежбе! Воле да пливају па се мора пазити на њих када су у близини воде.

### Одржавање
Ова раса не захтијева превише четкања, осим регуларног. Уши им се тримују како би се спријечиле инфекције. Пси ове расе се слабо лињају.

### Остало
- Лајање: често
- Могућност транспорта: лагана
- Ниво агресивности: низак
- Компатибилност са другим животињама: висока
- Компатибилност са дјецом: висока